# Arthur Lyman
Arthur Lyman (Honolulu, 2 febbraio 1932 – Honolulu, 24 febbraio 2002) è stato un musicista statunitense. Soprannominato "il re della lounge music" ("the king of lounge music"), è stato uno dei principali fautori del genere exotica suonando strumenti a martelletto come vibrafono, marimba e xilofono, e proponendo con il suo gruppo un genere musicale dai forti connotati pseudo-polinesiani.

## Biografia
Arthur Lyman nasce sull'isola di Oahu, nel territorio statunitense delle Hawaii, il 2 febbraio del 1932, ultimo di otto fratelli figli di mamma hawaiana e di padre con ascendenze hawaiane, francesi, belghe e cinesi. Quando il padre, un geometra, perde la vista in un incidente a Kauai, la famiglia si sposta a Makiki, un sottodistretto di Honolulu.
Il padre di Arhur era molto severo con lui, ogni giorno dopo la scuola lo chiudeva in una stanza con l'ordine di ascoltare una pila di dischi di Benny Goodman così da imparare "che cosa vuol dire buona musica". «Avevo una piccola marimba giocattolo», ricorda Lyman, «una sorta di xilofono basso e da quei vecchi dischi a 78 giri imparai ogni nota Lionel Hampton suonasse con il gruppo di Goodman.»
All'età di otto anni Arthur Lyman fece il suo debutto in pubblico suonando la sua marimba giocattolo al programma Listerine Amateur Hour, trasmesso dalla stazione radio KGMB di Honolulu, eseguendo Twelfth Street Rag. «Vinsi una bottiglie di Listerine», ricorda ridendo.
In seguito Arthur affiancò il padre e il fratello suonando a uno spettacolo della United Service Organizations a Kaneohe e Pearl Harbor.
Negli anni seguenti divenne un appassionato dell'uso dello stile a quattro martelletti (due per mano), che offre una vasta gamma di accordi. All'età di 14 anni fece il salto al professionismo, unendosi a un gruppo chiamato Gababouts in cui suonava il vibrafono nello stile cool-jazz allora in voga. «Lavoravo da Leroy's, un piccolo nightclub dalle parti di Kakaako. Guadagnavo attorno ai $ 60 a settimana, lavorando dal lunedì al venerdì, dalle 21 alle 2 del mattino e il giorno seguente andavo a scuola. Così era un po' dura.»
Dopo il diploma alla McKinley High School nel 1951, Lyman mise da parte la sua carriera musicale per lavorare come impiegato al Halekulani Hotel. Nel 1954 incontrò il pianista Martin Denny che, dopo averlo sentito suonare, offrì al ventunenne un posto nella sua orchestra. Inizialmente riluttante, Lyman venne persuaso dal guadagno: come portiere d'albergo guadagnava 280 dollari al mese, mentre Denny gliene offriva più di 100 a settimana.
Denny arrivò alle Hawaii nel gennaio dopo aver stipulato un contratto con Don the Beachcomber e vi rimase per suonare allo Shell Bar dell'Hawaiian Village Hilton. Altri membri della sua orchestra erano Augie Colon alle percussioni e John Kramer al contrabbasso. Denny, che aveva viaggiato dappertutto, aveva collezionato strumenti esotici provenienti da ogni parte del mondo e voleva utilizzarli per dare un tocco in più agli arrangiamenti jazzati delle sue canzoni popolari. Il palco allo Shell Bar era veramente esotico, con una piccola piscina d'acqua proprio fuori il palco dell'orchestra e rocce e palme tutt'attorno. Una notte Lyman bevve un po' troppo e, attaccato il tema di Vera Cruz, produsse un paio di "richiami di uccelli". «Il pubblico iniziò a chiedermi di ripetere tutti quegli strani suoni. Fu grandioso.» I "richiami di uccelli" diventarono così il marchio di fabbrica del suono di Lyman.
Quando l'album di Martin Denny Quiet Village venne pubblicato nel 1957, divenne immediatamente una hit, dando inizio alla moda hawaiana, comprendente cose come i tiki, i cocktail esotici, le camicie hawaiane, i luau (le feste hawaiane), i cappelli di paglia e i ristoranti a tema polinesiano come il Trader Vic's.
Lo stesso anno Lyman abbandonò Denny per formare un proprio gruppo, continuando lo stesso stile, ma in modo maggiormente vistoso. Per il resto della loro carriera i due rimasero amichevolmente rivali, talvolta apparendo assieme (unitamente a molti degli ex componenti delle loro formazioni) sul CD del 1990 Exotica '90.
Una volta scemata la moda polinesiana, il combo di Lyman continuò a suonare per i turisti ogni venerdì e sabato notte al New Otani Kaimana Beach Hotel in Honolulu, attraversando le decadi degli anni settanta, ottanta e novanta. Al contempo suonò per anni al Don the Beachcomber's Polynesian Village, allo Shell Bar, allo Waialae Country Club e al Canoe House dell'Ilikai Hoteldi Waikiki, al Bali Hai nella California del sud e all'Edgewater Beach Hotel di Chicago.
Al picco della sua popolarità Lyman registrò più di 30 album e quasi 400 singoli, aggiudicandosi tre dischi d'oro. L'album Taboo raggiunse il sesto posto nella classifica degli album del Billboard, rimanendovi per più di un anno, vendendo più di due milioni di copie. La titletrack raggiunse il 55º posto nella Billboard Hot 100 nel luglio del 1959.
Il singolo maggiormente popolare di Lyman fu però Yellow Bird, originalmente una canzone haitiana, che raggiunse il 4º posto nel luglio del 1961. Il suo ultimo singolo entrato in classifica fu Love For Sale, che raggiunse il 43º posto nel marzo del 1963, ma la sua musica ottenne un nuovo picco di popolarità durante gli anni novanta grazie al revival della musica lounge e alla ristampa degli album in CD.
Lyman morì per un cancro all'esofago nel febbraio 2002.